# نحل تلي
النحل التِّلِّي أو الفينيقي (الاسم العلمي: Apis mellifera intermissa) هو نحل منتشر في شمال الاطلس الصحراوي بالمناطق التلية لتونس والجزائر والمغرب 
تمت دراسته لأول مرة على يد  هوغو بوتل ريبن ‏ سنة 1906.

## أصل التسمية
يسمى النحل التِّلِّي نسبة إلى جبال الاطلس التلي الذي يمر عبر بلدان شمال افريقيا المغرب والجزائر وتونس كما يطلق عليه البعض تسمية النحل الفينيقي نسبة إلى الفينيقيين الذين استقرو في سواحل شمال افريقيا اما اسمه العلمي فهو ابيس ميليفيرا انترميسا 

## صور للنحل التلي
|  |  |  |

|  |  |  |

## مناطق الانتشار
ينتشر هذا النوع من النحل في المناطق الشمالية من المغرب الكبير باستثناء ليبيا وموريتانيا والصحراء الغربية (انظر خريطة الانتشار)، وهو الأكثر تربية بين باقي الاصناف الأخرى.

## مواصفاته
النحل التلي هو نحل:
- أسود اللون
- متوسط الحجم 6.5 ملمتر
- به شعيرات على جسمه
- لسانه قصير
- مقاوم للأمراض
- و مقاوم لدرجات الحرارة المنخفضة
- أسوأ مواصفاته انه كثير التفريخ (التطريد) في الربيع
- و شرس للغاية
- جماع للعسل لا بأس به وكذلك للبروبوليس .

## أصناف أخرى من النحل في شمال إفريقيا
- النحل الصحراوي
- نحل جبال الريف المغربي